# Sphaeroderus canadensis
Sphaeroderus canadensis är en skalbaggsart som beskrevs av Maximilien de Chaudoir. Sphaeroderus canadensis ingår i släktet Sphaeroderus och familjen jordlöpare. Inga underarter finns listade i Catalogue of Life.